# Antonia de Prusia
Antonia de Prusia (Londres, 28 de abril de 1955) es una aristócrata británica. Pertenece a la rama británica de la familia imperial alemana, la casa de Hohenzollern. Es bisnieta de los últimos emperadores alemanes y reyes Prusia, Guillermo II y Augusta Victoria.